# كوميديا تهريجية

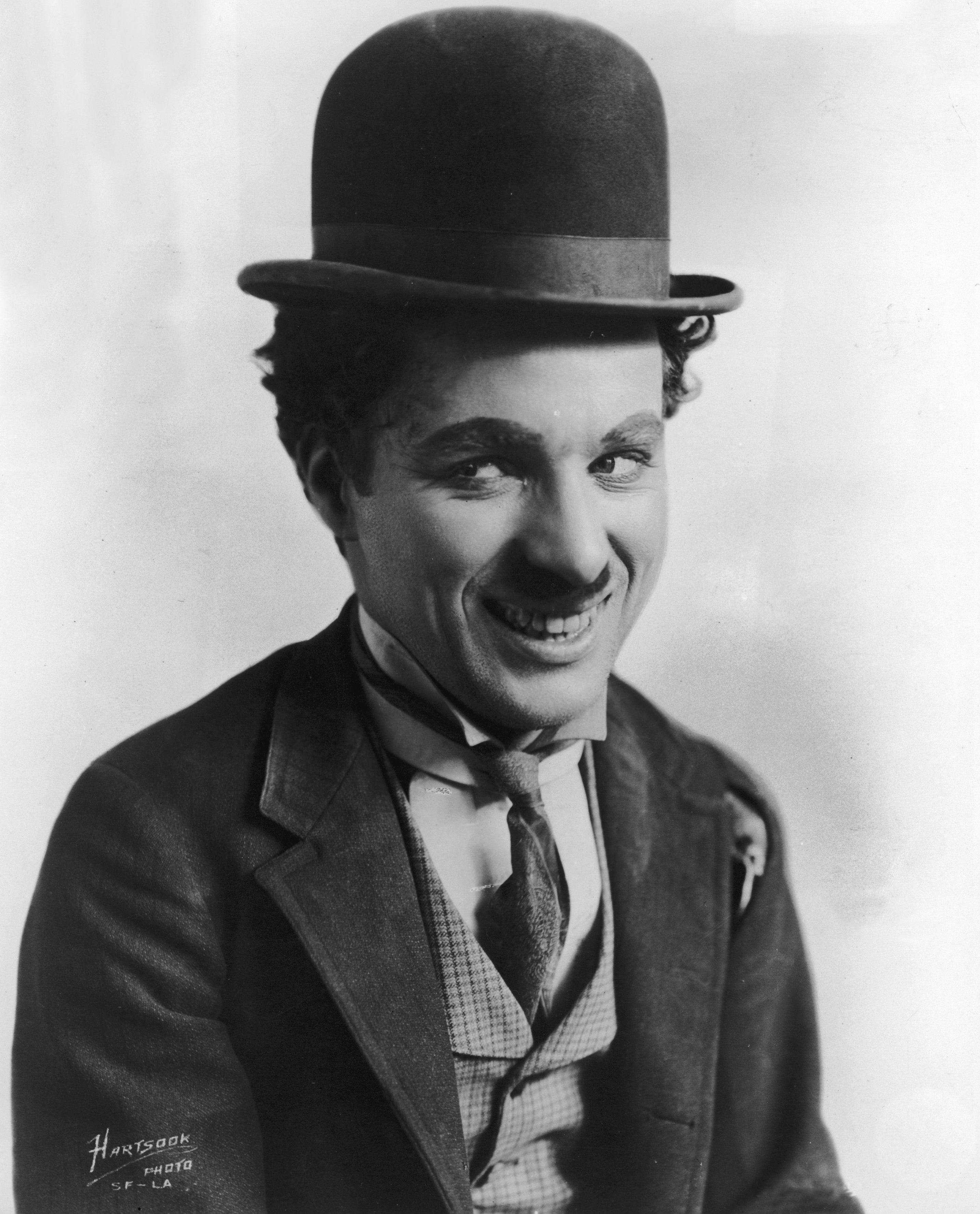
تشارلي تشابلن

التهريج أو كوميديا تهريجية[بحاجة لمصدر] معروفة باسم (بالإنكليزية: Slapstick) هو نمط من الفكاهة يشمل النشاط البدني المبالغ فيه والذي يتجاوز حدود الحواس، وأشهر الممثلين الذين قدموا هذه الكوميديا تشارلي تشابلن وباستر كيتون وهارولد لويد ولوريل وهاردى.